# Grève de Rabaul de 1929

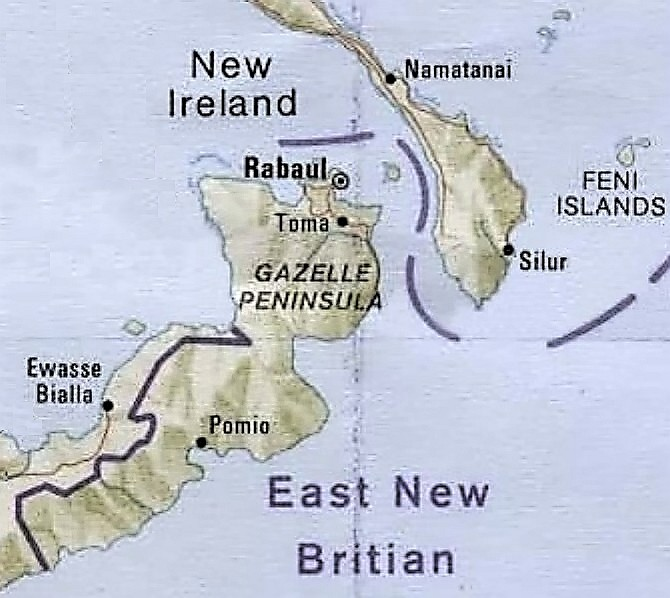
Carte de la Nouvelle-Bretagne.

La grève de Rabaul (fin décembre 1928-3 janvier 1929) est la toute première grève industrielle en Papouasie-Nouvelle-Guinée.

## Déroulement
Le mouvement, mobilisant environ 3 000 travailleurs néo-guinéens en décembre 1928, est dirigé par Sumsuma. Assisté par N'Dramei de l'île de Pitylu proche de Manus — sergent-major principal de la police —, et Kateo de Wewak, il réunit des personnes de toutes les tribus, « dont beaucoup étaient auparavant hostiles les uns aux autres », pour protester contre les Australiens à Rabaul, en Nouvelle-Bretagne. Les grévistes, conduits par la police et les contremaîtres se rassemblent dans les missions catholiques ou méthodistes sur la route de Kokopo dans l'espoir, finalement vain, que les missionnaires assurent une médiation. Les employeurs refusent de négocier et la grève s'épuise le matin du 3 janvier 1929. 
Selon l'historien australien Bill Gammage (en), « Le gouvernement a licencié 190 policiers, condamnant la plupart d'entre eux à six mois de travaux forcés en tant que porteurs. Sumsuma, N'Dramei et dix-neuf autres personnes ont été emprisonnés pendant trois ans : Sumsuma a purgé sa peine à Aitape et à Kavieng, où les gardiens l'ont si sévèrement battu qu'il en a porté les cicatrices toute sa vie et n'a jamais oublié les cruautés qu'il a subies. »,.